# Wioślarstwo na Letnich Igrzyskach Olimpijskich 1904 – jedynka mężczyzn
Jedynka mężczyzn była jedną z pięciu konkurencji wioślarskich rozgrywanych podczas III Letnich Igrzysk Olimpijskich w Saint Louis. Zawody odbyły się w dniu 30 lipca 1904 roku na jeziorku Creve Coeur w Maryland Heights.
Trasa liczyła, podobnie jak w innych konkurencjach, półtorej mili (około 2414,2 m). Zawodnicy pokonywali pół tego dystansu (około 1207,1 m), a po jego przekroczeniu wykonywali obrót i płynęli z powrotem.
Podobnie jak w innych konkurencjach, jedynka mężczyzn była słabo obsadzona, gdyż startowali sami Amerykanie. W zawodach mieli wystartować James Ten Eyck (USA) i Louis Scholes (Kanada), dwójka prawdopodobnie najlepszych ówczesnych wioślarzy na świecie. Ostatecznie jednak nie wystąpili na igrzyskach.

## Wyniki
| Pozycja | Zawodnik        | Czas                            |
| ------- | --------------- | ------------------------------- |
| 1.      | Frank Greer     | 10:08,5                         |
| 2.      | James Juvenal   | dwie długości łódki za Greerem  |
| 3.      | Constance Titus | pół długości łódki za Juvenalem |
| 4.      | Divie Duffield  |                                 |